# Барре (коммуна)
Барре́ (фр. Barret) — коммуна во Франции, находится в регионе Пуату — Шаранта. Департамент — Шаранта. Входит в состав кантона Барбезьё-Сент-Илер. Округ коммуны — Коньяк.
Код INSEE коммуны — 16030.
Коммуна расположена приблизительно в 430 км к юго-западу от Парижа, в 130 км южнее Пуатье, в 34 км к юго-западу от Ангулема.

## Население
Население коммуны на 2008 год составляло 898 человек.
| 1962 | 1968 | 1975 | 1982 | 1990 | 1999 | 2008 |
| ---- | ---- | ---- | ---- | ---- | ---- | ---- |
| 747  | 750  | 810  | 862  | 951  | 867  | 898  |

## Экономика
В 2007 году среди 607 человек в трудоспособном возрасте (15—64 лет) 454 были экономически активными, 153 — неактивными (показатель активности — 74,8 %, в 1999 году было 75,3 %). Из 454 активных работали 424 человека (222 мужчины и 202 женщины), безработных было 30 (12 мужчин и 18 женщин). Среди 153 неактивных 27 человек были учениками или студентами, 96 — пенсионерами, 30 были неактивными по другим причинам.

## Достопримечательности
- Церковь Сен-Парду[фр.] (XII век). Памятник истории с 1954 года[3]
- Крест на старом кладбище (XI век). Памятник истории с 1990 года[4]

## Фотогалерея

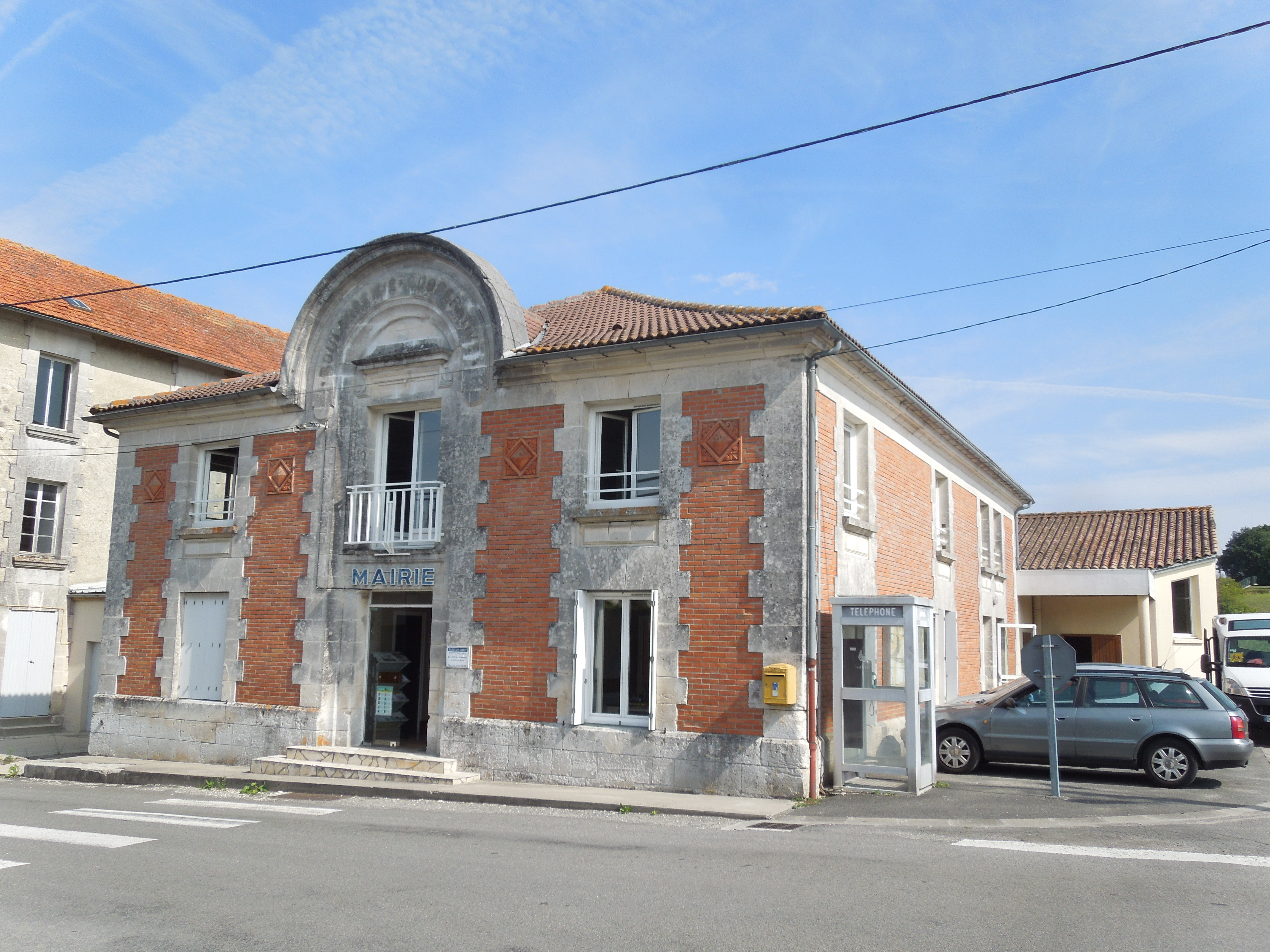
Мэрия
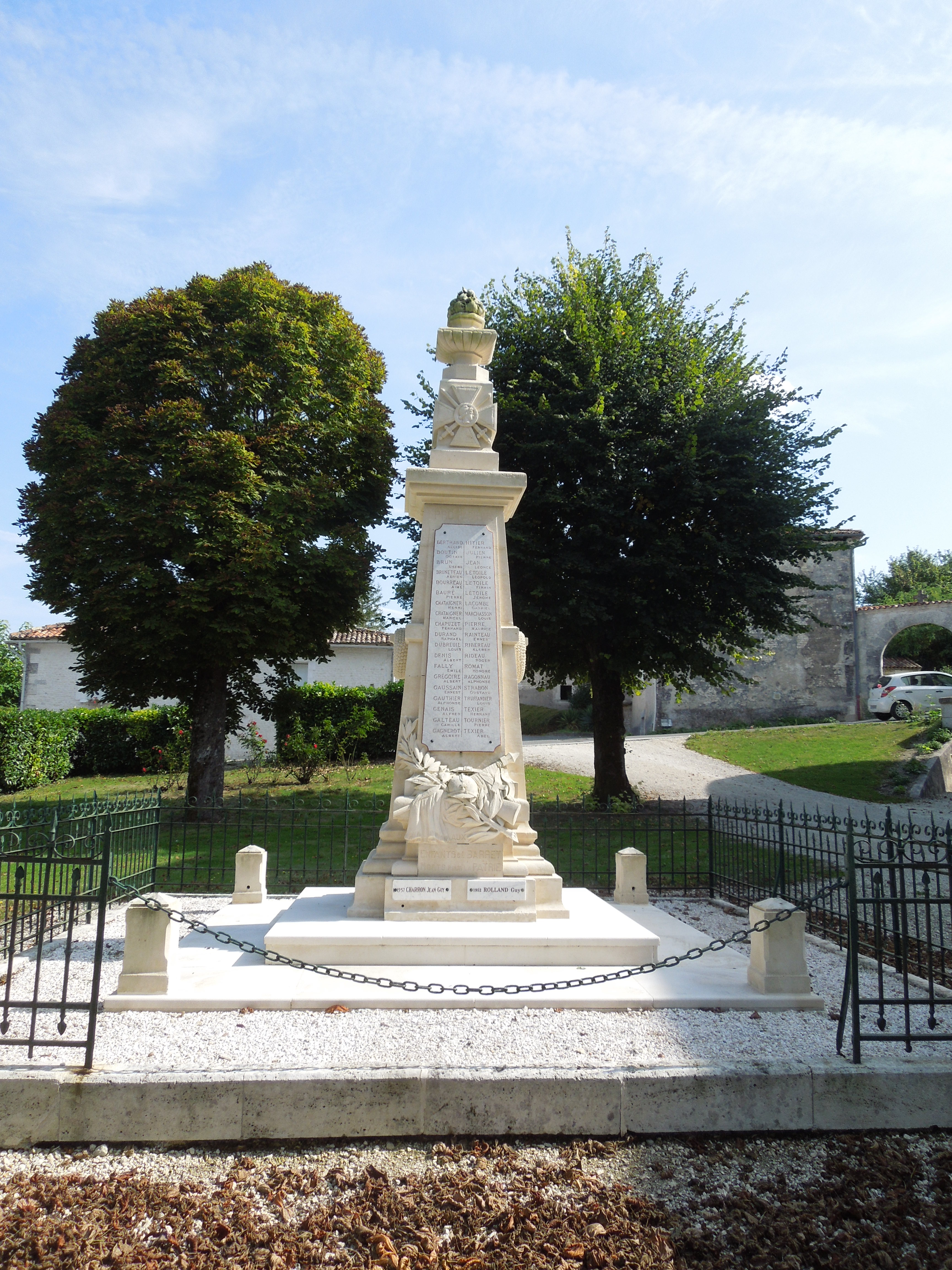
Военный мемориал
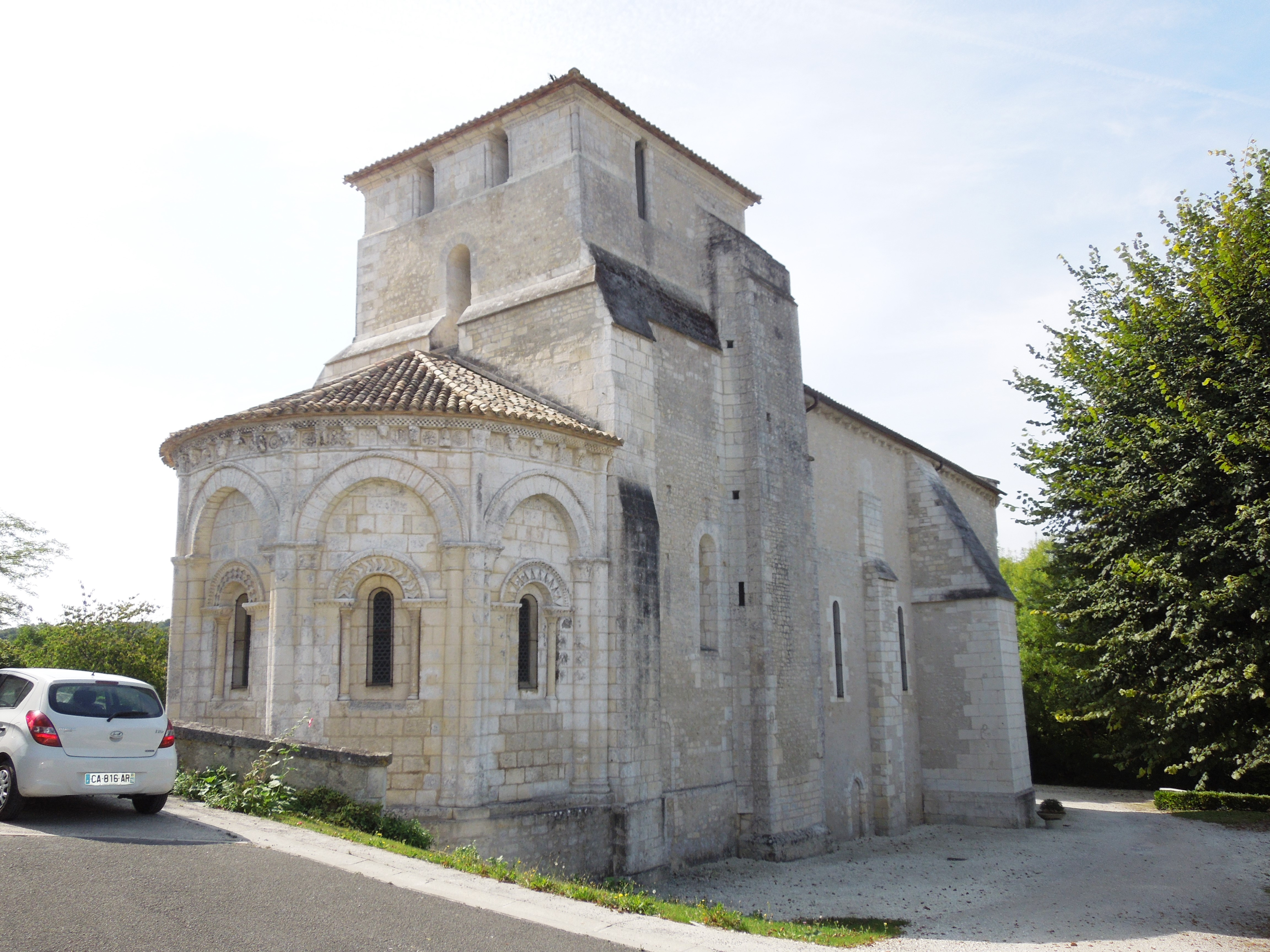
Церковь Сен-Парду
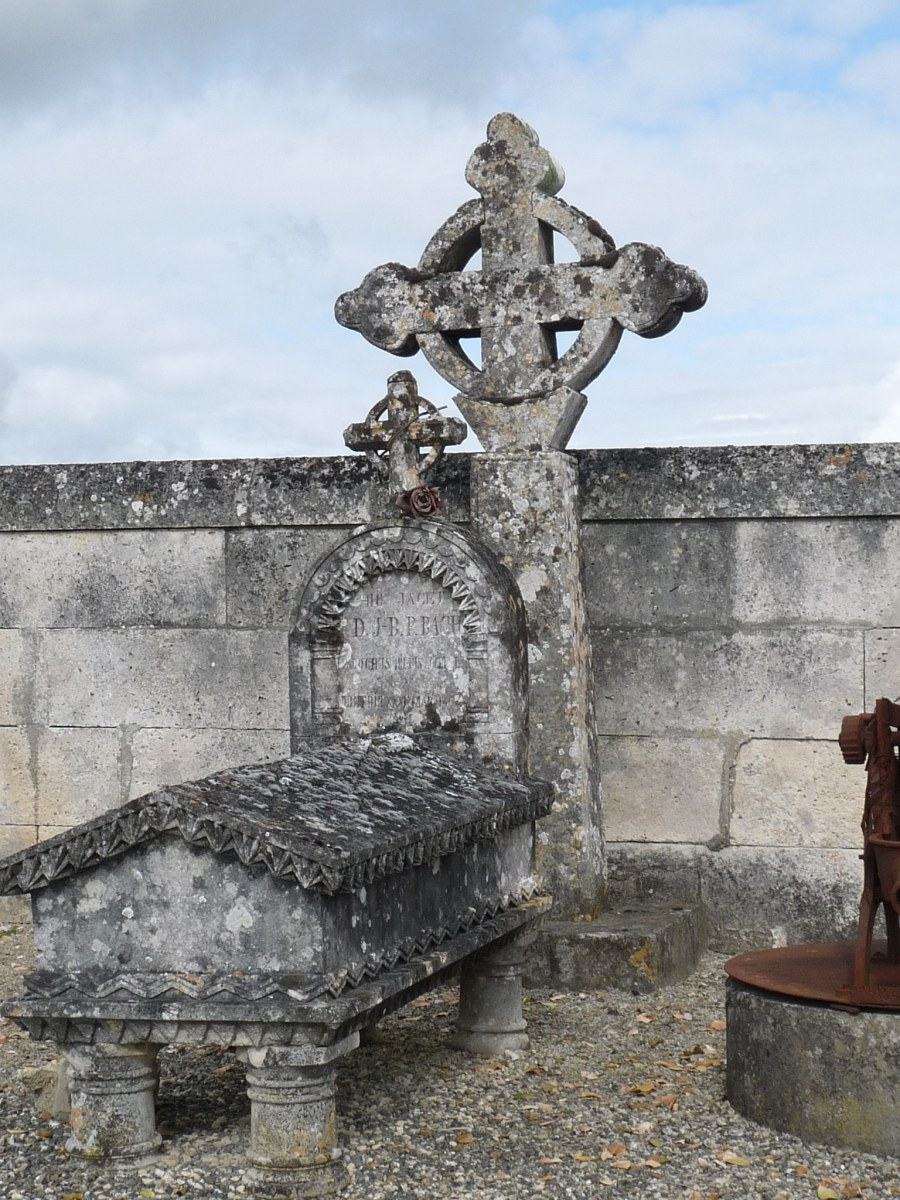
Крест на кладбище
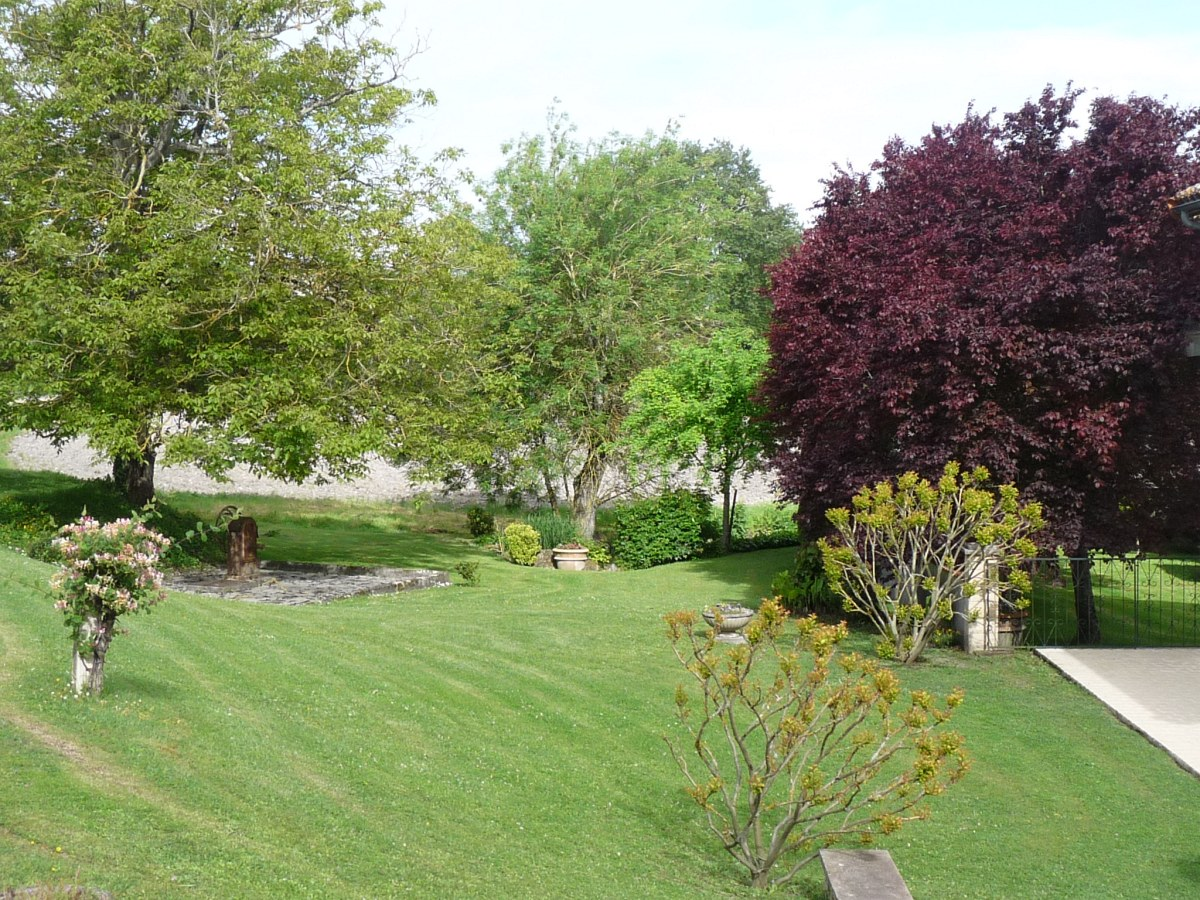
Фонтан в парке у церкви